# Leiergasse 9 (Eppingen)

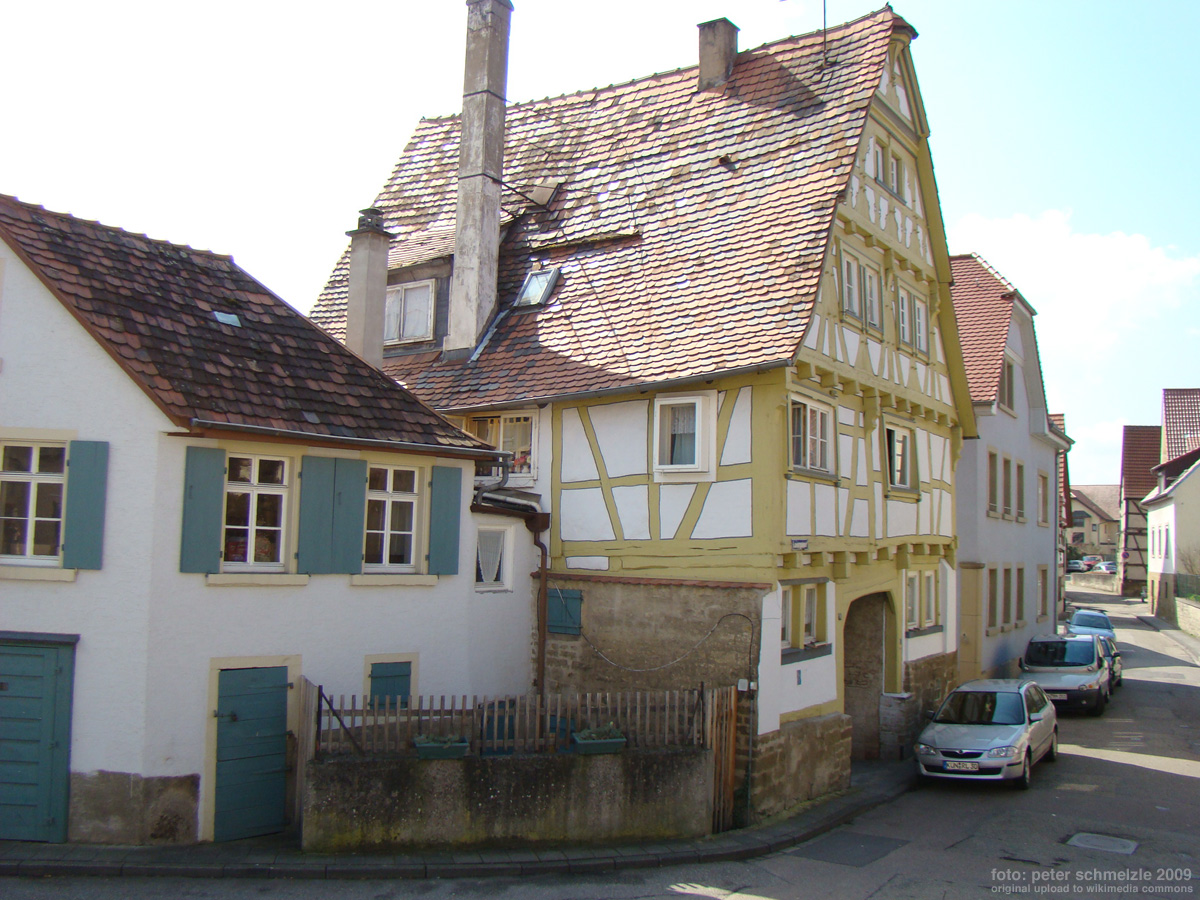
Fachwerkhaus Leiergasse 9 in Eppingen

Das Gebäude Leiergasse 9 in Eppingen, einer Stadt im Landkreis Heilbronn im nördlichen Baden-Württemberg, ist ein in der zweiten Hälfte des 16. Jahrhunderts errichtetes Fachwerkhaus im Kraichgau. Das Gebäude ist als Baudenkmal geschützt.

## Beschreibung
Das Haus Leiergasse 9, ein ehemaliges Ackerbürgerhaus, wurde im Erdgeschoss und im Obergeschoss wesentlich verändert. Die Fenster wurden vergrößert und das ursprüngliche Fachwerkgefüge zerstört. Bei der Betrachtung des Giebels fällt die unruhige untere Zone auf, im Gegensatz dazu sind die zwei einheitlichen Dachstöcke noch ursprünglich erhalten. Die Bund- und Eckständer stehen noch auf den Balkenköpfen und die Fachwerkstöcke kragen über.
Als Zierformen finden wir im unteren Dachstock den Fränkischen Mann an den Bundständern. An den Brüstungen unterhalb der Fenster sind geschweifte Fußbänder und kleine senkrechte Stiele zu sehen, die ausgekehlt und mit ausgeputzten Augen versehen sind. Unter dem Dachfirst befindet sich eine geschnitzte Konsole.
Mittig angelegt ist die Einfahrt zum Hof hinter dem Haus, wo sich heute ein Neubau aus der zweiten Hälfte des 20. Jahrhunderts befindet.